# Otanche
Otanche là một thị xã và đô thị thuộc Boyacá Department, Colombia, thuộc phân vùng Western Boyacá.